# Leo P. Kelley
Leo Patrick Kelley (geboren am 10. September 1928 in Wilkes-Barre, Pennsylvania; gestorben am 17. November 2002 in Long Beach, New York) war ein amerikanischer Schriftsteller. Er verfasste hauptsächlich Science-Fiction und Western.

## Leben
Kelley war der Sohn von Leo A. und Regina Kelley, geborene Caffrey. Er studierte an der New School for Social Research in New York, wo er 1957 mit dem Bachelor abschloss.
Danach arbeitete er ab 1959 zunächst als Werbetexter und schließlich als Manager für den Verlag McGraw-Hill. Seit 1969 war er freier Schriftsteller.
1957 erschien eine erste Erzählung Dreamtown, U.S.A. im SF-Magazin If.
Sein satirischer Roman The Coins of Murph (1971) handelt von einer postapokalyptischen Gesellschaft, in der durch einen Zufall der Zufall zur Religion  wird. Als Die Priester des Murph wurde er auch ins Deutsche übersetzt.
Seit den 1980er Jahren schrieb Kelley hauptsächlich Western.
2002 starb Kelley im Alter von 74 Jahren.

## Bibliographie
Luke Sutton (Westernserie)
- Outlaw (1981)
- Gunfighter (1982)
- Indian Fighter (1982)
- Avenger (1983)
- Outrider (1984)
- Bounty Hunter (1985)
- Hired Gun (1987)
- Mustanger (1988)
- Lawman (1989)

Talespinners (Westernserie)
- 1 Johnny Tall Dog (1981)
- 2 Last Cowboy (1989)

Cimarron (Westernromanserie)
- 1 The Hanging Judge (1983)
- 2 Rides the Outlaw Trail (1983)
- 3 Border Bandits (1983)
- 4 The Cherokee Strip (1983)
- 5 Elk Soldiers (1983)
- 6 The Bounty Hunters (1983)
- 7 High Ride (1984)
- 8 No Man’s Land (1984)
- 9 The Vigilantes (1984)
- 10 The Medicine Wolves (1984)
- 11 Hell’s Highway (1984)
- 12 War (1984)
- 13 The Bootleggers (1985)
- 14 The High Plains (1985)
- 15 The Prophet’s People (1985)
- 15 Cimarron Property (1985)
- 16 The Scalp Hunters (1985)
- 17 The Comancheros (1985)
- 17 Cimarron Coma (1985)
- 18 The Gunhawk’s Gold (1985)
- 19 On a Texas Manhunt (1986)
- 20 The Red Earth People (1986)
- 21 The Manhunters (1986)
- 22 Hired Guns (1986)
- Cimarron on the High Plains (1985)

Romane
- The Counterfeits (1967)
- Odyssey to Earthdeath (1968)
- The Accidental Earth (1970)
- Time Rogue (1970)
- The Coins of Murph (1971)
  - Deutsch: Die Priester des Murph. Bastei Lübbe Science Fiction Taschenbuch #22, 1973, ISBN 3-404-00038-2.
- Brother John (1971)
- Time : 110100 (1972, auch als The Man from Maybe)
- Deadlocked! (1973)
- Mindmix (1973)
- The Earth Tripper (1973)
- Mythmaster (1974)
- The Time Trap (1978)
- The Money Game (1979)
- Night of Fire and Blood (1979)
- Star Gold (1979)
- Alien Gold (1983)
- Morgan (1986)
- A Man Named Dundee (1988)
- Thunder God’s Gold (1991)
- Bannock’s Brand (1991)

Galaxy 5 (Kurzgeschichtenserie)
- 1 Good-Bye to Earth (1979)
- 2 On the Red World (1979)
- 3 Vacation in Space (1979)
- 4 Dead Moon (1979)
- 5 Where No Sun Shines (1979)
- Galaxy 5: Teacher’s Guide (1979)

Space Police (Kurzgeschichtenserie)
- 1 Prison Satellite (1979)
- 2 Worlds Apart (1979)
- 3 Earth Two (1979)
- 4 Backward in Time (1979)
- 5 Sunworld (1979)
- 6 Death Sentence (1979)
- Space Police: Teacher’s Guide (1979)

Kurzgeschichten
- Dreamtown, U.S.A. (1955)
- The Human Element (1957)
- Any Questions? (1962)
- To The Victor (1964)
- The Handyman (1965)
- O'Grady's Girl (1965)
  - Deutsch: Mr. Tod auf Besuch. In: Die Maulwürfe von Manhattan. Heyne SF&F #3073, 1966.
- Coins (1968)
- Like Father (1969)
- Harvest (1970)
- The Propheteer (1970)
- The Travelin' Man (1970)
- The Dark Door (1971)
- Sam (1971)
- Cold, the Fire of the Phoenix (1971)
- The True Believers (1971)
- Teaching Prime (1972)
- Song (1973)
- Generation Gap (1974)
- The Time Trap (1977)
- Night of Fire and Blood (1979)
- Star Gold (1979, auch als Alien Gold, 1983)

als Herausgeber
- Themes in Science Fiction: A Journey into Wonder (1972)
- Fantasy, the Literature of the Marvelous (1973)
- The Supernatural in Fiction (1973)